# Eleccions legislatives eslovaques de 1992
Les Eleccions legislatives eslovaques de 1992 se celebraren el 5 i 6 de juny de 1992. Foren les segones eleccions després de la Revolució de Vellut. Foren una eleccions legislatives txecoloslovaques on a Eslovàquia s'escollia els 150 membres del Consell Nacional Eslovac i els 75 membres eslovacs de l'Assemblea Federal de Txecoslovàquia abans de la separació d'ambdues repúbliques.

## Resultats
Resum dels resultats electorals de 6 de juny de 1992 al Consell Nacional Eslovac
|                                                                | Moviment per una Eslovàquia Democràtica (Hnutie za Demokratické Slovensko, HZDS)                       | 1.148.625 | 37,26 | 74  |
|                                                                | Partit de l'Esquerra Democràtica (Strana Demokratickej ľavice)                                         | 453.203   | 14,70 | 29  |
|                                                                | Moviment Democràtic Cristià (Kresťanskodemokratické hnutie, KDH)                                       | 273.945   | 8,89  | 18  |
|                                                                | Partit Nacional Eslovac (Slovenská národná strana, SNS)                                                | 244.527   | 7,93  | 15  |
|                                                                | Moviment Democristià Hongarès-Igualtat (Magyar Kereszténydemokrata Mozgalom-Együttélés, MKM-E)         | 228.885   | 7,42  | 14  |
|                                                                | Unió Cívica Democràtica (Občianská Demokratická Únia , ODÚ)                                            | 124.503   | 4,04  | -   |
|                                                                | Partit Socialdemòcrata d'Eslovàquia (Sociálno-demokratická strana na Slovensku , SDSS)                 | 123.426   | 4,00  | -   |
|                                                                | Partit Democràtic-Partit Democràtic Cívic (Demokratická strana-Občianská demokratická strana , DS-ODS) | 102.058   | 3,31  | -   |
|                                                                | Moviment Democristià d'Eslovàquia (Slovenské krest’anskodemokratické hnutie , SKDH)                    | 94.162    | 3,05  | -   |
|                                                                | Partit Popular Hongarès ((Magyar Polgári Párt - Mad'arská občianská strana, MPP-MOS)                   | 70.689    | 2,29  | -   |
|                                                                | Partit Verd d'Eslovàquia (Strana Zelených na Slovensku, SZS)                                           | 66.010    | 2,14  | -   |
|                                                                | Partit Verd (Strana Zelených, SZ)                                                                      | 33.372    | 1,08  | -   |
|                                                                | Partit Comunista d'Eslovàquia (Komunistická Strana Slovenska, KSS)                                     | 78.419    | 2,72  | -   |
|                                                                | Total (participació 84,2%)                                                                             | 3.370.073 | 100.0 | 150 |
| Font: Resultats oficials Arxivat 2008-11-12 a Wayback Machine. | |           |       |     |

Resum dels resultats electorals de 6 de juny de 1992 a l'Assemblea Federal de Txecoslovàquia (resultats eslovacs) Casa de les Nacions
| Partits | Partits                                                                                        | %     | Escons |
| ------- | ---------------------------------------------------------------------------------------------- | ----- | ------ |
|         | Moviment per una Eslovàquia Democràtica (Hnutie za Demokratické Slovensko, HZDS)               | 33,85 | 33     |
|         | Partit de l'Esquerra Democràtica (Strana Demokratickej ľavice)                                 | 14,04 | 13     |
|         | Partit Nacional Eslovac (Slovenská národná strana, SNS)                                        | 9,35  | 9      |
|         | Moviment Democràtic Cristià (Kresťanskodemokratické hnutie, KDH)                               | 8,81  | 8      |
|         | Moviment Democristià Hongarès-Igualtat (Magyar Kereszténydemokrata Mozgalom-Együttélés, MKM-E) | 7,39  | 7      |
|         | Partit Socialdemòcrata d'Eslovàquia (Sociálno-demokratická strana na Slovensku , SDSS)         | 6,09  | 5      |

Resum dels resultats electorals de 6 de juny de 1992 a l'Assemblea Federal de Txecoslovàquia (resultats eslovacs) Casa del Poble
| Partits | Partits                                                                                        | %     | Escons |
| ------- | ---------------------------------------------------------------------------------------------- | ----- | ------ |
|         | Moviment per una Eslovàquia Democràtica (Hnutie za Demokratické Slovensko, HZDS)               | 33,53 | 24     |
|         | Partit de l'Esquerra Democràtica (Strana Demokratickej ľavice)                                 | 14,44 | 10     |
|         | Partit Nacional Eslovac (Slovenská národná strana, SNS)                                        | 9,93  | 6      |
|         | Moviment Democràtic Cristià (Kresťanskodemokratické hnutie, KDH)                               | 8,96  | 6      |
|         | Moviment Democristià Hongarès-Igualtat (Magyar Kereszténydemokrata Mozgalom-Együttélés, MKM-E) | 7,37  | 5      |